# Katia Benth
Katia Benth, née le 16 novembre 1975 à Cayenne en Guyane, est une athlète française spécialiste du 100 mètres. Après sa retraite sportive, elle devient entraîneuse d'athlétisme en Guyane.

## Carrière
Sélectionnée dans l'équipe du relais 4 × 100 m français lors des Championnats d'Europe de 1998 à Budapest, Katia Benth remporte le titre continental aux côtés de Frédérique Bangué, Sylviane Felix et Christine Arron, devançant avec le temps de 42 s 59 l'Allemagne et la Russie. L'année suivante, l'équipe de France composée de Patricia Girard, Muriel Hurtis, Katia Benth et Christine Arron, monte sur la deuxième marche du podium des Championnats du monde de Séville en établissant un nouveau record national en 42 s 06.
Katia Benth a remporté les championnats de France du 200 m en 2003, et a obtenu trois médailles (deux en argent et une en bronze) lors des Universiades.
Après sa carrière sportive, elle devient entraineuse des sprinteurs au club Roukou de Kourou en Guyane où elle découvre et fait progresser la coureuse Gémima Joseph (spécialiste du 200 m) qu'elle mène vers des titres nationaux juniors et espoir et aux Jeux olympiques de Tokyo en 2021.
Le 27 septembre 2019, Le Parisien informe que l'athlète a dû subir une amputation d'une partie de sa jambe gauche.

## Records
- 100 m : 11 s 20 (1998)
- 200 m : 22 s 87 (1999)

## Palmarès
| Année | Compétition                               | Lieu              | Place | Épreuve   |
| ----- | ----------------------------------------- | ----------------- | ----- | --------- |
| 1997  | Universiade                               | Catane            | 3e    | 100 m     |
| 1997  | Universiade                               | Catane            | 2e    | 200 m     |
| 1998  | Championnats d'Europe                     | Budapest          | 1re   | 4 × 100 m |
| 1999  | Championnats d'Am. centre et des Caraïbes | Bridgetown        | 1re   | 100 m     |
| 1999  | Championnats d'Am. centre et des Caraïbes | Bridgetown        | 1re   | 200 m     |
| 1999  | Championnats du monde                     | Séville           | 2e    | 4 × 100 m |
| 1999  | Universiade                               | Palma de Majorque | 2e    | 100 m     |

## Décoration
Le 13 juillet 2023, Katia Benth est nommée au grade de chevalier dans l'ordre national de la Légion d'honneur.

## Pour approfondir